# Libjpeg
libjpeg — библиотека программ, созданная Independent JPEG Group. Содержит функции для работы с изображениями формата JPEG. Написана преимущественно на языке программирования Си с использованием ассемблера x86 (синтаксис MASM).

## Библиотека содержит программы, работающие из командной строки
- cjpeg — для конвертации изображения в JPEG
- djpeg — для конвертации изображения из JPEG
- jpegtran — для выполнения ряда преобразований JPEG-изображений без потери качества
- rdjpgcom — для обработки JFIF-комментариев
- wrjpgcom — для обработки JFIF-комментариев

Программа jpegtran используется для оптимизации сжатия JPEG файла, преобразования между прогрессивным и непрогрессивным форматами JPEG, вырезания специфичных для создавшего файл приложения данных или для выполнения некоторых трансформаций файла — например, обесцвечивания, вращения (на углы, кратные 90o) и отражения (в некоторых пределах) — все это выполняется по возможности без потерь (то есть без декомпрессии и повторного сжатия изображения, которое из-за переквантования приводит к снижению качества изображения).
В списке создаваемых libjpeg форматов — JIF, JFIF, BMP (в форматах Windows и OS/2), GIF, PPM/PGM, RLE, TGA (TARGA), в списке читаемых форматов — JIF, JFIF, BMP (в форматах Windows и OS/2), GIF, PPM/PGM, RLE, TGA (TARGA), TIFF, о чём можно прочитать в документации к libjpeg, доступной на ijg.org.